# Interaktivita
Na pojem interaktivita [z angl. interactive – dialogický] lze narazit v oblasti digitálních technologií, kde znamená aktivitu uživatele se stroji nebo technologickým zařízením. Tato zařízení následně reagují na podněty, které jim uživatel dává. Mezi takové podněty můžeme zařadit například pohyb, dotek tlačítka nebo slovní příkazy.
V sociologii však tento pojem může odkazovat na vztah s lidmi, a například v mediálních studiích jde o situaci, kdy je umožněna komunikace mezi příjemcem a podavatelem.

## Definice interaktivity

### Problematika definice
Navzdory tomu, že je termín často používán, je díky tomu, že má v různých rovinách různé významy je složité určit přesnou definici. Problém definice spočívá hlavně v tom, že interaktivita nemusí být podmíněna jen technologicky, ale i autorsky. Australská profesorka Lelia Green například tvrdí, že interaktivita nepředpokládá jen schopnost komunikačního média být upravováno uživatelem, ale také technologii vyžadující ke svému efektivnímu fungování vklad ze strany uživatele.
Sheizaf Rafaeli a Fay Sudweeks ve své práci „Networked Interactivity" tvrdí, že interaktivita je spíše vyjádřením toho, do jaké míry spolu vzájemně souvisí po sobě následující sdělení, a především toho, do jaké míry pozdější sdělení odpovídají provázanosti sdělení předchozích.

### Kritika současných definic
Jedním z kritiků ustálených definic interaktivity je Lev Manovich, ten rozhraní člověk-počítač považuje již ze své podstaty za interaktivní. V souvislosti s pojmem interaktivita mluví o tautologii a pro označení různých druhů interaktivních operací se přiklání k termínům jako salabilita, simulace, obrazové rozhraní, obrazový nástroj a interaktivita uživatelského menu.

## Povaha interaktivity
Podle americké profesorky Sally McMillan koncept lze na interaktivitu nahlížet jako na 4 vzájemně se prostupující úrovně užití:
1. Alokuce: zde je interaktivní zapojení minimální, a vše se odehrává v kontextu tvořeném jedním centrálním vysílatelem a množstvím příjemců - alokuce by zpravidla zahrnovala většinu masmediálních forem, jako je například televize, právě tak jako v reálném čase se odehrávající události typu přednášky nebo představení
2. Konzultace: v této fázi při užití databáze (například CD–ROM nebo webová stránka), kde uživatel aktivně vyhledává předem vytvořenou informaci, zpětná vazba je minimální
3. Registrace: ta je spojená se zaznamenáváním přístupových vzorců a stejně jako mnohé formy digitálního dohledu shromažďuje informace tak, aby mohly být použity v centrálním registru
4. Konverzace: jedinci spolu přímo interagují a napodobující prostřednictvím počítačově mediované komunikace kontakt tváří v tvář

## Interaktivita v mediálním prostředí
Interaktivní média jsou ta, která umožňují příjemci nejen bezprostředně reagovat na přijatou informaci, ale i vstupovat do jejich tvorby.

### Druhy interaktivních mediálních struktur
1. Programy, které využívají pasívní účast diváků při vytváření programu jako dekoraci (například sportovní, nebo diskuzní pořady
2. Programy prezentující ohlasy veřejnosti na zveřejněný mediální text (například internetová fóra hodnotící pořady)
3. Diskuzní programy s aktivní účastí mediálního publika, které diskuzi nejen sleduje, ale může ji i aktivně ovlivňovat
4. Soutěžní programy s aktivní účastí mediálního publika (například pořad Chcete být milionářem?)
5. Hodnotící texty návštěvníků internetových serverů a elektronických médií (názory, ohlasy, blogy a podobně)
6. Počítačové hry a programy simulující opravdové soutěžení, podle dopředu stanovených pravidel, kde hráč objevuje svět převtělením do virtuální postavy
7. Diskuzní fóra, kde probíhá diskuze účastníků elektronického rozhovoru, kteří vytváří podle zájmu o určité téma anebo předmět diskuze

### Interaktivní pořady
Mezi interaktivní pořady vysílaných v televizi patří například show Big Brother. Spojil v sobě televizní vysílání, internetové
aktuality a fóra poskytující zpětnou vazbu, telefonické hlasování a komunikaci prostřednictvím SMS.
Do interaktivních pořadů vysílaných v České republice zařazujeme například zpravodajský pořad Hyde Park.

### Interaktivita ve filmu
Jako interaktivní film je označováno audiovizuální dílo, do jehož průběhu mohou zasahovat diváci svým hlasováním. Nabízí možnost vstoupit a nějakým způsobem zasahovat a měnit dění odehrávající se na plátně či obrazovce.

### Interaktivita v hudbě
Interaktivní hudba je s doprovodem multimediálních programů (př. počítačové hry, interaktivní filmy, výukové programy, apod.) Hudba stejně jako zvukové efekty je k těmto produktům připojována po vzoru zvukového filmu pro umocnění uživatelova dojmu.

## Interaktivita v umění
Interaktivní umění je kromě technologického aparátu ve spojení s uměleckou praxí reflektuje problematiku hranic mezi tvůrcem díla a jeho publikem, stejně jako mezi jednotlivými uměleckými kategoriemi. Příkladem interaktivního umění je akční umění zahrnující performance či happening, s podmínkou jejich živého provedení. Stále platí, že i zde je zásadním a určujícím parametrem je přímá intervence, bez níž se nedá o interaktivitě mluvit.